# 杜應楚
杜应楚（16世紀—17世紀），字翘仲，號凤林，福建泉州府晉江縣人，明朝政治人物。同進士出身。

## 生平
九月初九日生，治易经。万历十三年（1585年）乙酉科福建鄉試第三十五名舉人，二十三年，登乙未會試第一百九十四名，廷試三甲第一百十五名进士。工部觀政，本年十月初授河南孟縣知縣，二十七年调丹阳縣知縣，二十九年五月升南京户部廣西司主事，迁员外郎中，出任南昌府知府，告歸，年六十卒。

## 家族
曾祖杜旵。祖杜秀。父杜立言，赠文林郎知縣。母吴氏，贈太孺人。本生父杜可栋，贈文林郎知縣。生母林氏，封太孺人。慈侍下。兄應碩。弟應颀。娶蒋氏。子昂霄、杨霄、斐霄。